# Operaen på Holmen
 "Operahuset" omdirigeres hertil. For en liste over alle sidenavne begyndende med "Operahuset", se her.
 Der er for få eller ingen kildehenvisninger i denne artikel, hvilket er et problem. Du kan hjælpe ved at angive troværdige kilder til de påstande, som fremføres i artiklen.

Operaen på Holmen i København er Danmarks nationalopera. Den blev indviet af dronning Margrethe 2. den 15. januar 2005. Den er tegnet af arkitekt Henning Larsen og har Mærsk Mc-Kinney Møller som initiativtager, bygherre og mæcen.
Det huser to scener Store scene og Takkelloftet.
Operaen rummer omfattende øvelokaler, garderober og omklædningsrum. Ud over opera opføres balletter og koncerter.

## Historie
I en kronik i Politiken i 1999 foreslog operasanger Stig Fogh Andersen at opføre et operahus i København. I sine erindringer fra 2018 siger han, at han er lige ved at fortryde det. A.P. Møller og Hustru Chastine Mc-Kinney Møllers Fond til almene Formaal købte Dokøen for 120 millioner og bekendtgjorde i 2000, at den ville donere et operahus til det danske folk. Fonden ville betale opførelsen, og Det Kongelige Teater skulle varetage driften. Der var to betingelser for donationen: Fonden skulle vælge beliggenheden samt arkitekten. Beliggenheden blev på grunden på Holmen i København, der var købt i 1999, lige over for Amaliehaven og som blev en del af Amalienborgaksen. Udgravningerne begyndte i august 2001, og i oktober præsenteredes arkitekt Henning Larsens projekt for offentligheden. Der kom en del protester, fordi byggeriet gik i gang inden det var forhandlet på plads i kommunen, og udgravningen af grunden begyndte inden huset var færdigtegnet. I oktober 2002 præsenteredes en revideret model med en ændret glasfacade.
"Operaen København" blev forkortet til "Operaen", da det oprindelige navn blev fundet for tungt og langt.
Operahuset blev overdraget i oktober 2004 til statsminister Anders Fogh Rasmussen på vegne af den danske stat og Det Kongelige Teater.
Den 15. januar 2005 åbnede Operahuset med en gallaforestilling (se programmet nedenfor) med gæster fra ind- og udland. Dronningen, andre medlemmer af kongefamilien, regeringen, bygherren Mærsk Mc-Kinney Møller, ambassadører samt repræsentanter fra erhvervslivet, kulturlivet og det offentlige var med ved åbningen.
300 billetter var til salg. Billetkontoret i Det Kongelige Teater blev belejret; nogle lå i telt for at sikre sig billetter til gallaforestillingen. Hele åbningen blev transmitteret direkte på tv og havde ifølge Gallups TV-meter omkring 886.000 seere.
Den første balletforestilling var Tre kompagnier - tre værker! med premiere på Takkelloftet (Operaens lille scene) den 16. januar 2005 og den første operaforestilling i huset var Verdis opera Aida med premiere på Store Scene den 26. januar 2005.
Den berømte spanske tenor Plácido Domingo sang på Det kongelige Teater på Operaen, 7. april 2006, som Siegmund i Valkyrien af Wagner (iscenesættelse af Kasper Bech Holten).
Huset blev rost for sin indre arkitektur og udsmykning, og akustikken burde være i verdensklasse. Flere udenlandske journalister og dagblade roste også Operaen ved gallaforestillingen.
I 2023 åbnede Operaparken ved siden af operaen.

## Tekniske data
Det samlede etageareal i bygningen er ca. 41.000 m² fordelt på 14 etager, heraf 5 under jorden. De 7.000 m² bruges til de to scener og en foyer og 12.000 m² er under jorden.
Den ene scene, kaldet Store Scene har plads til mellem 1.492 og 1.703 tilskuere afhængigt af, hvor stor orkestergraven er til den enkelte forestilling. Den kan rumme op til 110 musikere. Pladserne er fordelt på traditonel vis, med pladser på gulvet og på de tre balkoner.
Den anden scene Takkelloftet kan maksimalt rumme 180 tilskuere. Selve rummet, der kaldes en "black box", kan laves om, så det passer bedst muligt til forskellige kunstformer, og rummer blandt andet 13 flytbare tårne.
I foyeren er der en café og en restaurant. Derudover er der ca. 1.000 rum til prøvesale til opera, ballet, orkester, omklædningsrum og lignende.
Den samlede pris for Operaen blev omkring 2,5 mia. DKK.
På pladsen foran Operaen er der 5.500 kvadratmeter granit.
Derudover er der blevet brugt sydtyske kalksten til at beklæde bygningen, perlatinmarmor fra Sicilien til gulvet i foyeren, ahorntræ til at beklæde auditoriets yderskal og 105.000 ark 24 karat bladguld til at belægge hovedscenens auditorium.
Et tilbageværende problem er trafikken til Operahuset, hvor adgangsforholdene er begrænset af husets beliggenhed ved havnen (se også under kritik). En park med 300 underjordiske parkeringspladser og 100 cykelpladser åbnede ved siden af Operaen i 2023.

## Kunstnerisk udsmykning
Aftalen mellem A.P. Møller og Hustru Chastine Mc-Kinney Møllers Fond til almene Formaal og regeringen, ved overdragelse af Operaen til den danske stat 1. oktober 2004 siger blandet andet: "Uden samtykke fra Almenfonden må der ikke ændres på den kunstneriske udsmykning, inklusive logo i foyergulv og andre steder i eller uden for OPERAEN" og "Der må ikke uden Almenfondens samtykke etableres ny kunstnerisk udsmykning i publikumsområdet eller ændres på placeringen af eksisterende kunstnerisk udsmykning i hele huset".
Operaen er udsmykket med værker af nogle af landets førende kunstnere:
Maleren og billedhuggeren Per Kirkeby har leveret fire bronzerelieffer, som pryder foden af scenerummet. Alle fire relieffer viser bjælker, jord, mudder, samt fødder som titter frem, som var det fire levende begravede.
Dansk-islandske internationalt anerkendte Olafur Eliasson, har kreeret tre store lysekroner. De måler hver især tre meter i diameter og er monteret med 8000 spejle og 300 lamper. De glimter selv i sollys. Hver enkelt er monteret i loftet med fem kobberrør i en pentagon.
Den danske designer Per Arnoldi, som skibsreder Mærsk Mc-Kinney Møller bad stå for farvesætningen af operaen, har designet Operaens grafiske linje samt logo’et (to O'er inden i hinanden), der både er nedlagt i foyerens gulv og indgår i scenetæppet. Om scenetæppet siger Per Arnoldi: "Ud mod Kongens Nytorv på toppen af Gamle Scenes bygning troner guden Apollon, med sin lyre højt og triumferende hævet over hovedet. I relief på Stærekassens facade, ligeledes mod Kgs. Nytorv sidder Utzon-Franks elegante Apollon med sin lyre. På Stærekassens fortæppe slængede musernes anfører, kunstens gud Apollon sig på en sky medens han lyttede til en poets oplæsning. På Operaens fortæppe er himlen også den dybblå baggrund. Et stiliseret scenerum antyder at vi er i teatrets verden og Operaens logo, bygningens runde røde O med kunstens orange ellipse indeni er på scenen. Apollon er med os endnu. Hans lyre, her i form af sydhimlens stjernebillede. Lyren, svæver frit i scenerummet. Apollon er i rummet ... hans lyre lyser på himlen."
Tal R, som har modtaget Carnegie Art Award, står for udsmykningen af Takkelloftets foyer. Det er hans hidtil største billede på 4 × 14 meter, et billede af solbåden, måske en hentydning til en skibsreder.
Malerier af Erik A. Frandsen, Sonny Tronborg, Lars Nørgaard, Pia Andersen, Jesper Christiansen, Nils Erik Gjerdevik og Kasper Bonnén beklæder væggene i områderne bag scenen.

## Åbningskoncerten
Den 15. januar 2005 åbnede Operaen på Holmen. Det Kongelige Teater sammensatte et program til den store fest, som både var teatrets og de medvirkendes hyldest til scenekunsten og gavegiveren. Programmet bestod af uddrag af kendte klassikere som:
- Friedrich Kuhlau: Elverhøj
- Carl Nielsen: Saul og David og Maskarade
- Pas de deux
- Poul Ruders: Sonet – uropførelse, komponeret til åbningen
- Harald Lander: Etudes
- Leo Delibes: Lakmé
- Giuseppe Verdi: Otello og Aida
- Bournonville: Blomsterfesten i Genzano
- Giacomo Puccini: Tosca
- Gaetano Donizetti: Lucia di Lammermoor
- Gioacchino Rossini: Rejsen til Reims
- Richard Strauss: Rosenkavaleren

Giuseppe Verdis opera Aida havde premiere i det nye operahus den 26. januar 2005.

## Kritik
Opførelsen af Operaen har vakt debat om æstetikken, både med henblik på beliggenheden og husets ydre. Senest er det kommet frem at arkitekten Henning Larsen overvejede at gå fra opgaven pga. uoverensstemmelser mellem ham og giveren, A.P. Møller og Hustru Chastine Mc-Kinney Møllers Fond til almene Formaal. Uoverensstemmelserne mellem de to parter har primært drejet sig om udformningen af Operaens facade mod havnen, hvor Mærsk Mc-Kinney Møller insisterede på at få indsat stålbjælker i den af Henning Larsens Tegnestue foreslåede glasfacade. Den store glasfacade med de store stålbånd har efterfølgende givet bygningen øgenavnene "Kølergrillen", "Sangskjuleren" og "Brødristeren".
Navnlig har hr. Møllers topstyring af projektet været genstand for debat. Det er kutyme, at der udskrives en arkitektkonkurrence, når den slags bygninger skal opføres, men i tilfældet med Operaen var det et af kravene for donationen, at A.P. Møller og Hustru Chastine Mc-Kinney Møllers Fond til almene Formaal selv skulle vælge arkitekten. Desuden havde fondet vidtrækkende beføjelser mht. til designet, fordi projektet udsprang af en privat donation. Hr. Møller selv skal have været dybt involveret i processen, men ikke til alles fornøjelse. "Rederen har stor indsigt i mange ting, blandt andet penge og skibe, men han har formentlig ikke indsigt i at varetage en kunstnerisk helhed. Det har derimod Henning Larsen demonstreret – det endda på verdensplan. Derfor er det med utidig omhu, at rederen har blandet sig i facaden" skrives der om ændringen af facaden på den reviderede udgave fra 2002.
Efter indvielsen, tog Henning Larsen det usædvanlige skridt at udgive en kritisk bog om byggeriet og byggeprocessen, "De skal sige tak! Kulturhistorisk testamente om Operaen", hvor han undsiger sit eget værk og kalder det et "mausoleum" for Mærsk Mc-Kinney Møller og "uden sammenligning den mest bygherreinficerede 'worst case' i mine halvtreds år som selvstændig arkitekt – klemt mellem The Phantom of the Opera himself, skibsredere og jurister." I både dansk og international sammenhæng er det uhørt for en arkitekt at stå offentligt frem med personlig kritik som denne mod en bygherre. Men Henning Larsen var dybt krænket over den måde, hvorpå Mærsk Mc-Kinney Møller havde behandlet ham selv og hans bygning. Bogen giver klart udtryk for dette og er et kultur- og arkitekturhistorisk dokument i særklasse.
Mange mente at det store bygningsværk ville skæmme havnen, bl.a. fordi den ikke passe ind i de historiske omgivelser, og da tegningerne blev offentliggjort og byggeriet kom i gang tog protesterne til. Den store "klods" på taget har også været genstand for kritik. Flere lokale byggeplaner måtte vige for projektet og derfor modtog København Kommunens Bygge- og Teknikudvalg 500 protester i oktober 2001.
Det er også blevet nævnt, at Operaen er en måde at etablere et varigt minde for Mærsk Mc-Kinney Møller på, der ikke kunne forventes at leve evigt. Det skulle være forklaringen på, at udgravningerne til fundamentet gik i gang inden bygningen var færdigtegnet.
I november 2002 skrev Ekstra Bladet, at A.P. Møller Fonden ligefrem tjente penge på at donere penge til opførelsen af operahuset. Pga. særlige skatteregler for Fonde, kunne den nemlig få et skattefradrag der var større end udgifterne til Operaen. Den generøse gave udgjorde således en god statsfinansieret indkomst for fonden. Herudover skulle udgifter til vedligeholdelse og drift også afholdes af skatteborgerne, og det beløb er op mod 140 millioner om året. Mange mener endvidere at det er en stærkt begrænset del af befolkningen, der får glæde af Operaen, dels fordi Operaen ligger i København og derfor ikke er til stor glæde for dem, der bor i andre dele af landet, dels fordi opera har et stærkt begrænset publikum, økonomisk såvel som interessemæssigt.
Oktober 2007 skulle TV2 have sendt et program, der handlede om den kinesiske granit, der er blevet brugt til Operaen. Programmet var produceret af Bastard Film og omhandlede arbejdsforholdene for de kinesiske arbejdere, der tilsyneladende ikke havde adgang til tilstrækkeligt beskyttelsesudstyr. Udsendelsen skulle være sendt under navnet "Mislyd i Operaen", men administrerende direktør Anders Kronborg besluttede at programmet ikke skulle sendes, da han ikke mente at der var tilstrækkelig dokumentation for oplysningerne.
Adgangs- og parkeringsforhold har også været udsat for kritik stort set fra byggeriets begyndelse. Der er nemlig et stærkt begrænset antal p-pladser i nærheden af bygningen. Selv med offentlig transport kan det være problematisk at komme til Operaen, da havnebussen, der lægger til ved Dokøen, har begrænset kapacitet, og busserne til operaen ikke kører så ofte, som man kunne ønske. Efter åbningen af Operaen kunne man mærke en tydelig fremgang i passagertal i havnebusser, der i 2002 havde omkring 285.000 passagerer og i 2004 395.000, mens der i de første syv måneder af 2005 var 423.000 passagerer. For at imødekomme efterspørgslen er der blevet sat ekstra havnebusser ind, når der er forestilling i Operaen.